# 五枚株

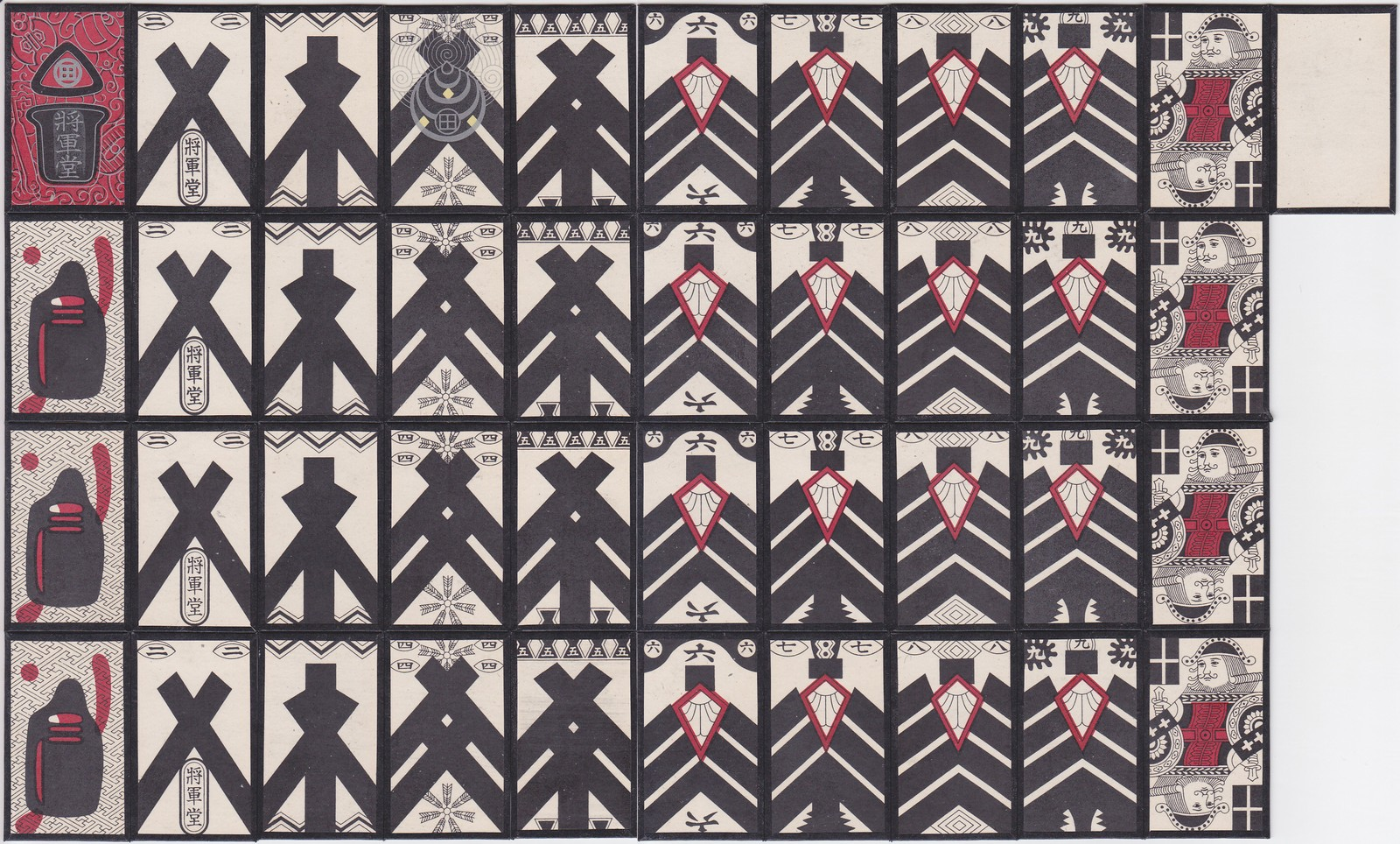
五枚株に用いる株札。右上は予備札

五枚株（ごまいかぶ）とは、株札を用いるカードゲームのひとつ。天九牌の「闘牛」に類似する。参加人数は一般的には8人。

## 進行
まず親を決め、全員が参加料を払ったら親が株札を切り混ぜ、5枚ずつ8つの山に分ける。子が山を1人につき1つずつ取って各自の手札とする。最後に親が残った山を取って自分の手札とする。
手札が配られたら、5枚のうち3枚を使って札の数値の合計が10の倍数（10・20・30）になるように分ける（これを「切る」という）。もし切れなかった場合はその場で負けとなる。残りの2枚で勝敗を決める。

## 勝敗
以下の順に強い手となる。最強の手を作った者が勝者となり、出された参加料を独占する。勝者が複数存在する場合は参加料は次回に持ち越しとなる。
ゾロ
2枚とも同じ数値の札の場合に成立する役。ゾロ同士の場合は10のゾロが最強で9のゾロが次点となり、以下降順に進み1のゾロが最弱となる。
クッピン
9と1の札の組み合わせのときに成立する役。親子ともに有効。
シッピン
4と1の札の組み合わせのときに成立する役。親子ともに有効。
その他
数値の合計の一の位で勝敗を決める。9（カブ）が最強で、以下降順に進み0（ブタ）が最弱となる。

## 倍付け
1の札には赤い札が1枚だけある。この札を赤ピンといい、赤ピンが入った手で勝利すると倍付けとなり、全員から更に参加料と同額をもらえる。